# Transilien Paris Rive-Gauche
Transilien Paris Rive-Gauche est la « région » du Transilien, le réseau de trains d'Île-de-France de la Société nationale des chemins de fer français (SNCF), qui gère partiellement les lignes C et U, et intégralement les lignes N et V, permettant la desserte de l'ouest et du sud-ouest de l'Île-de-France. Les lignes N et U ont une direction commune.

## Lignes

### Ligne C

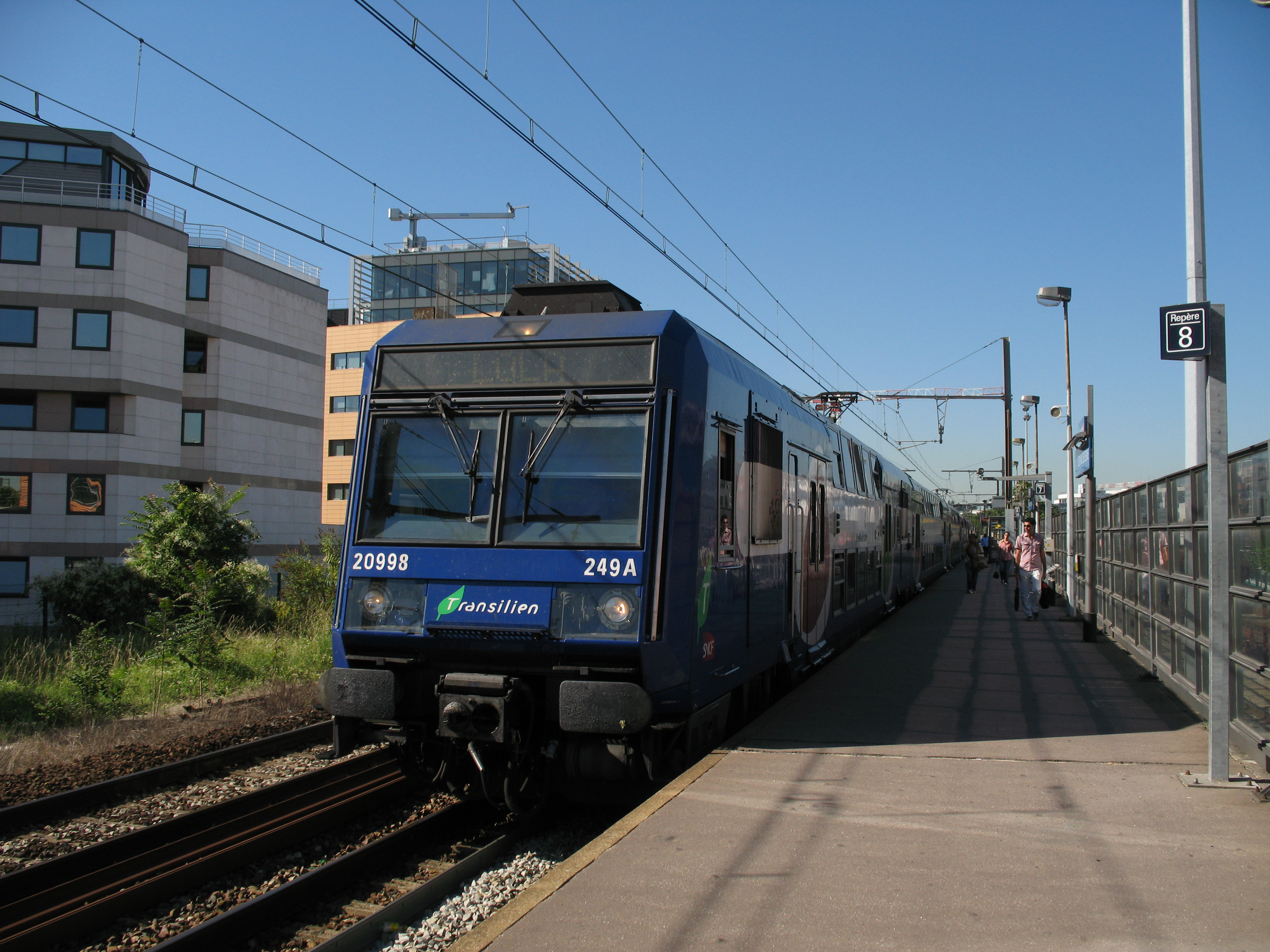
Une rame Z 20900 du RER C à destination des Invalides (code LOLA) entrant en gare d'Issy-Val de Seine.

Transilien Paris Rive-Gauche gère la ligne C du RER du sud de la gare de Saint-Ouen aux gares de Saint-Quentin-en-Yvelines, Massy - Palaiseau, Dourdan - La Forêt, Saint-Martin-d'Étampes, Versailles-Chantiers et Versailles-Château-Rive-Gauche.

### Ligne N

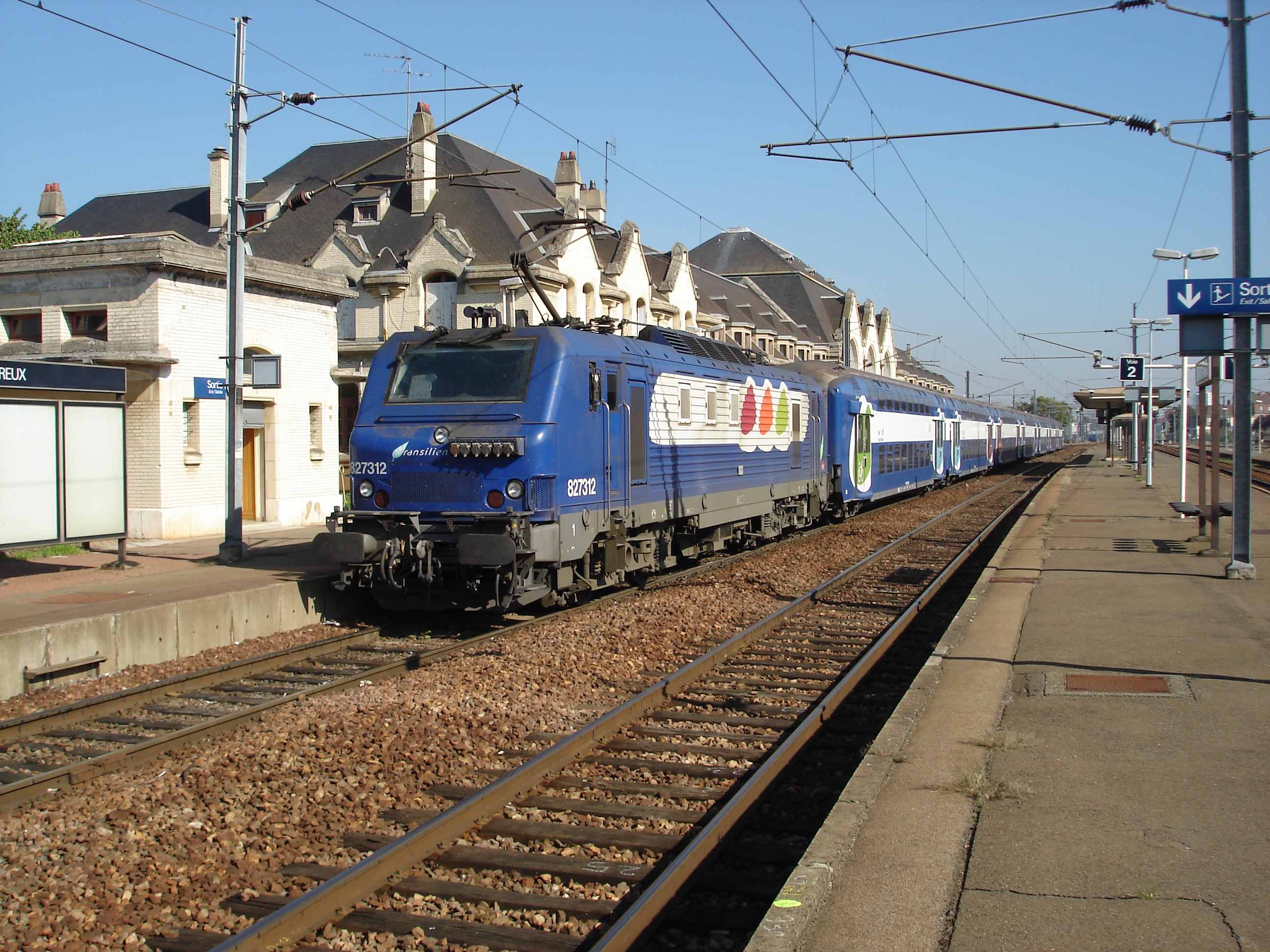
BB 27300 couplé à une rame de type VB 2N à Dreux.

Transilien Paris Rive-Gauche gère aussi la ligne N : Paris-Montparnasse – Plaisir - Grignon / Mantes-la-Jolie (via Plaisir - Grignon) / Dreux / Rambouillet / Sèvres-Rive-Gauche.

### Ligne U

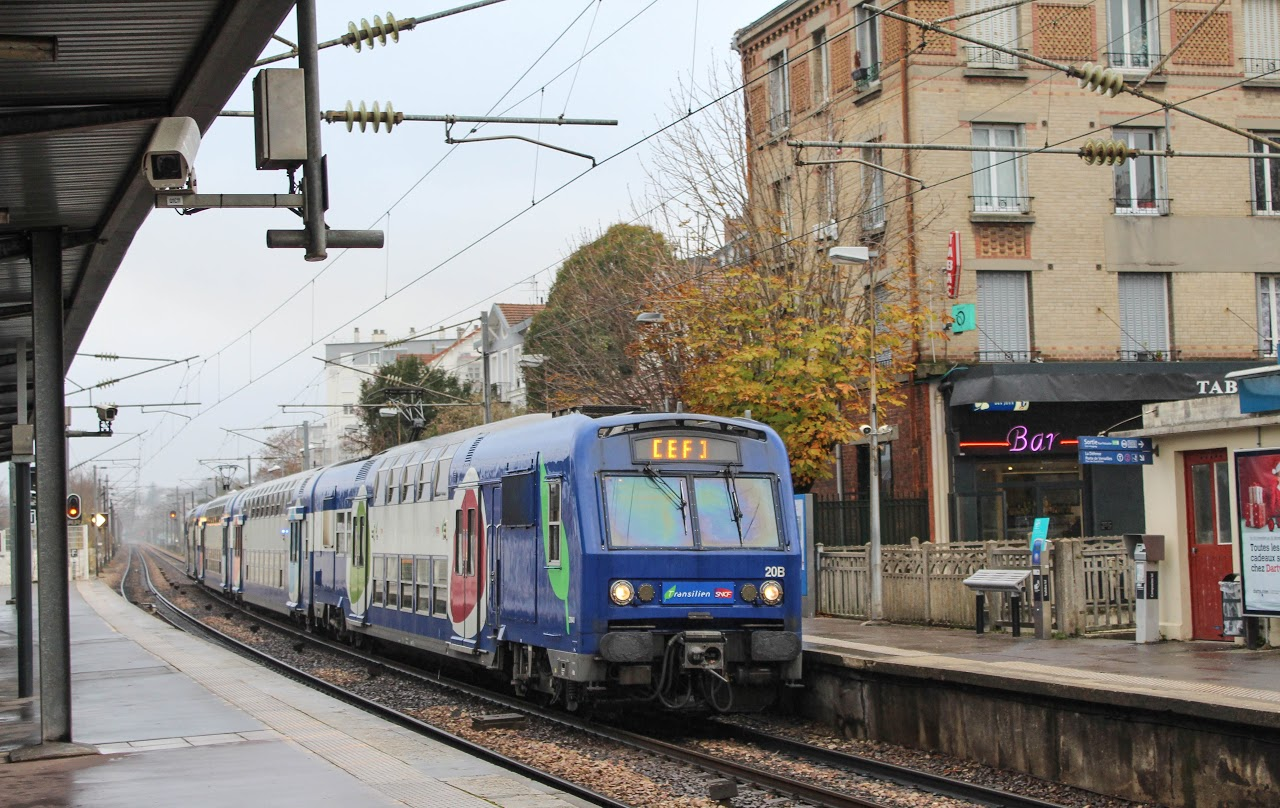
Z 8800 à Puteaux.

Transilien Paris Rive-Gauche gère également la ligne Transilien U, tangentielle reliant La Défense à La Verrière, au sud du viaduc de Viroflay ainsi que son matériel roulant (Z 8800).

### Ligne V
Transilien Paris Rive-Gauche gère enfin la ligne Transilien V, deuxième tangentielle avec la ligne U reliant la Gare de Versailles-Chantiers à la Gare de Massy - Palaiseau ainsi que ses matériels roulants (en exploitation commune avec le RER C).

## Dépôts
Transilien Paris-Rive-Gauche a trois dépôts :
- Les Ardoines : RER C (Z 5600 à quatre caisses, Z 8800, Z 20500 et les Z 20900) ;
- Montrouge : Transilien N (Z 57000) ;
- Trappes : RER C (Z 5600 à six caisses, dites « Evolys »), Transilien U (Z 8800).

Les autres activités (Intercités, TER Centre-Val de Loire et TER Normandie) ne dépendant pas de Transilien bénéficient de trois dépôts, dont deux partagés avec Transilien et/ou d'autres dépôts :
- Ivry : Intercités TER Centre-Val de Loire et Ouigo Train Classique ;
- Montrouge : TER Centre-Val de Loire (Z 26500, Z 55500) ;
- Trappes : TER Centre-Val de Loire (Z 26500 et voitures du TER).